# Maximiliana Maria da Baviera
Maximiliana Maria da Baviera (em alemão:  Maximiliana Maria von Bayern), (Munique, 4 de julho de 1552 – Munique, 11 de julho de 1614) foi uma princesa pertencente à Casa de Wittelsbach, dinastia que governou a Baviera.

## Biografia
Era filha do duque Alberto V da Baviera (1528–1579) e da sua mulher, a arquiduquesa Ana da Áustria (1528-1590), segunda filha do imperador  Fernando I de Habsburgo e de sua mulher Ana da Boêmia e Hungria
A sua educação centrou-se na formação musical: entre os seus mestres contavam-se o organista Hans Schachinger, o jovem, tendo sido particularmente ligada à família do Mestre de capela (Kappelmeister) da corte bávara, Orlando di Lasso.

## Plano de casamento com D. Sebastião
A corte portuguesa, preocupada com a sucessão no reino, procurava uma aliança matrimonial para o jovem rei Sebastião de Portugal. Quer a rainha-viúva Catarina de Áustria (avó de D. Sebastião), quer Filipe II de Espanha (seu tio) propuseram diversas alianças, quer com princesas Valois, quer com princesas Habsburgo. Fosse pela indiferença do Imperador Maximiliano II, fosse pela aversão ao sexo feminino do jovem Sebastião, nunca se concluiu nenhuma aliança matrimonial.
Na lista das princesas casadoiras estava Maximiliana da Baviera, dois anos mais velha que Sebastião. Seu pai, o duque Alberto V, fervoroso católico, respondeu a Filipe II de Espanha o contentamento com tal aliança e, em Agosto de 1573 o embaixador espanhol em Lisboa, Juan de Borja, informou a casa real portuguesa desta possibilidade. O monarca português ignorou a proposta ao ponto de seu tio, o rei Filipe, em Outubro desse ano, pedir ao seu embaixador uma resposta para a transmitir ao Duque da Baviera.
O Rei de Portugal acabou por rejeitar quaisquer propostas com variados pretextos e a aliança entre os Aviz e os Wittelbach caiu por terra.

## Relações familiares
Maximiliana acabou por nunca se casar, tendo vivido em Munique, na corte do seu irmão, o duque Guilherme V da Baviera, que lhe atribuiu uma renda anual de 6.000 florins.
Manteve uma relação bastante próxima com a sua irmã Maria Ana, mulher do arquiduque Carlos II de Áustria, que vivia em Graz e era apenas um ano mais velha. Juntas, as duas irmãs, contribuiram para o casamento da sobrinha, Maria Ana da Baviera, com o futuro imperador Fernando II.
Em 1595 obteve de seu irmão fundos para uma viagem até à corte da irmã, onde viveu três anos (até 1598). Aí desenvolveu uma relação particularmente intensa com o sobrinho, o futuro imperador Fernando III.
Assume como o seu pintor de corte Johann Weiner, dando todos os domingos no Convento dos capuchinhos (Kapuzinerkloster) de Altötting uma litania musical. O filho de Orlando di Lasso, Guilherme di Lasso, ofereceu a Maximiliana um epitáfio colocado na igreja paroquial de São Pedro (Pfarrkirche Sankt Peter), de Munique.
Maximiliana Maria está sepultada na Frauenkirche, a Catedral de Nossa Senhora Bendita de Munique.